# Zwischenwerk VIII a

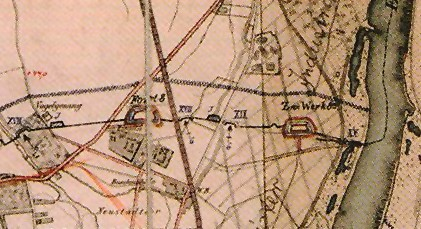
Östlich:Zwischenwerk VIII a mit Elbe, heute Industriehafen, westlich: Fort VIII und Vogelgesangpark, heute teilweise Magdeburger Zoo

Das Zwischenwerk VIII a war eine zur Festung Magdeburg gehörende Befestigungsanlage. Sie befand sich im heutigen Magdeburger Stadtteil Magdeburg-Industriehafen und diente zur Sicherung der Nordfront der Festung.

## Geschichte
Der Bau des Zwischenwerks erfolgte in den Jahren 1890/91. Zeitgleich entstanden im Magdeburger Festungsgürtel noch weitere fünf ähnliche Zwischenwerke. Mit der fortschreitenden Waffentechnik hatten sich wiederholt Modernisierungen der bereits über mehrere Jahrhunderte hinweg bestehenden Festung erforderlich gemacht. 1866 war ein umfangreicher Gürtel aus 1 bis 3 Kilometer vor der eigentlichen Festung gelegenen Forts entstanden. Zur Verstärkung dieses Gürtels entschloss man sich, zwischen den Forts noch die Zwischenwerke zu errichten. Bei diesen Baumaßnahmen handelte es sich um die letzte große Modernisierung der Festung Magdeburg.
Die Festung hatte militärisch, aufgrund der veränderten Waffentechnik, bereits erheblich an Bedeutung verloren. Strategisch dienten die Erweiterungen nur noch dazu, einen Überraschungsangriff auf den Verkehrsknotenpunkt Magdeburg zu verhindern und einen hinhaltenden Widerstand zu ermöglichen. Parallel zur Errichtung der Zwischenwerke erfolgte bereits ab 1888 die Aufgabe der Nordfront der Festung. Die Niederlegung von Süd- und Westfront war bereits ab 1869 erfolgt.
Die Benennung als VIII a erfolgte nach dem westlich gelegenen Fort VIII.
In militärische Auseinandersetzung wurde das Zwischenwerk nicht verwickelt. Bereits am 23. Januar 1900 erfolgte per Kabinettsbeschluss die Aufhebung der Festung. Mit der Aufhebung des Festungszwanges im Jahr 1912 endete die Geschichte der Festung endgültig. Ab 1904 werden die Forts und Zwischenwerke aufgegeben. Auch die militärische Nutzung des Zwischenwerks VIII a endete damit nach nur wenig mehr als einem Jahrzehnt. Das Werk wurde von der Stadt Magdeburg erworben und restlos abgetragen. Das Gelände wird seitdem als Teil eines Gewerbegebietes genutzt. An das Zwischenwerk erinnert noch die Benennung einer weiter südlich gelegenen Straße als Zwischenwerkstraße.

## Architektur
Das Zwischenwerk wies einen annähernd ovalen Grundriss auf. Die Länge betrug ungefähr 160 Meter, die Breite 100 Meter. Ein im Inneren gelegener Hof wurde von einem Wall umgeben, der lediglich auf der Kehlseite vom Zugang eingeschnitten wurde. Der Hof maß 30 mal 6 Meter. Rampen führten vom Hof auf den 6 bis 6,50 Meter über Hofniveau gelegenen Wall. Auf dem Wall verlief vor den Kasematten ein 2,50 Meter tiefer Graben. Der Wall war von einem Wassergraben umgeben. Zwischen der Oberkante der Gebäude und des Walls betrug der Abstand ungefähr 3,30 Meter.
Im Wall war die vom Hof her zugängliche Kasematte eingerichtet. Sie wies eine Fläche von circa 125 m² auf. Die Decke war als Ziegelgewölbe ausgeführt. Darüber befanden sich 1,20 Meter Beton, der mit wiederum von 0,5 Meter Erdreich bedeckt wurde. Die Fassade der Kasematte zum Hof hin, war ebenfalls durch Beton geprägt, der als regelmäßiges Werksteinpolstermauerwerk dargestellt war. Im Übrigen war die Fassade mit gelben Klinkern verblendet. Für Tür- und Fensteröffnungen waren rote Klinker zum Einsatz gekommen. Fensterläden und Türen bestanden aus Stahlblech.
In der Kasematte befanden sich vier Mannschaftsräume, ein Offiziersraum, eine Latrine sowie seitlich zwei Räume für Munition und Werkzeug. Die Räume waren untereinander verbunden, jedoch auch jeweils separat vom Hof her begehbar. Zur Außenseite hin befand sich ein 0,96 Meter Außengang.